# Rosinenpicken (Argumentationstheorie)
Rosinenpicken bezeichnet in der Argumentationstheorie eine Technik, bei der nur Belege oder Beispiele angeführt werden, die die eigene Argumentation stützen, während andere Belege, die gegen die Argumentation sprechen bzw. sie widerlegen, bewusst weggelassen werden. Rosinenpicken stellt eines der zentralen Merkmale von pseudowissenschaftlichen Argumentationen dar. Ein klassisches Beispiel ist das Rosinenpicken durch die Tabakindustrie, die mit dieser Argumentationsstrategie versuchte, wissenschaftliche Erkenntnisse zur Gesundheitsschädlichkeit des Rauchens in Misskredit zu bringen. Unter anderem wird Rosinenpicken häufig von Klimaleugnern eingesetzt, um die (öffentliche) Aufmerksamkeit auf einzelne, oft aus dem Kontext gerissene Informationsfragmente zu lenken, während zugleich alle Belege ignoriert werden, die der gewünschten Schlussfolgerung widersprechen.

## Vorgehen
In der Wissenschaft ist es notwendig, das gesamte zur Verfügung stehende Daten- und Beweismaterial auszuwerten, um zu einem gut begründeten Urteil zu gelangen. Angesichts der Menge an wissenschaftlicher Literatur (zum Beispiel in der Klimatologie sind es über 220.000 Studien im Zeitraum von 1980 bis 2014) ist es jedoch kaum möglich, sämtliche Belege bzw. Beweise anzuführen. Daher werden üblicherweise Belege bzw. Nachweise auf der Basis eines repräsentativen Querschnitts verwendet, überwiegend breit rezipierte Arbeiten aus Journalen mit hohem Impact Factor. Eine häufig praktizierte Form, den aktuellen Forschungsstand einer wissenschaftlichen Disziplin nach objektiven Kriterien zusammenzufassen und auszuwerten, sind sogenannte Review-Artikel, die bei einem sehr umfangreichen Themenkomplex zu Meta-Analysen ausgebaut werden können. Eine derartige Auswahl hat mit Rosinenpicken nichts zu tun. Dieser Fall tritt erst dann ein, wenn die Belegauswahl so selektiv erfolgt, dass ein schiefes Gesamtbild entsteht, das heißt, wenn die Schlussfolgerungen aus der kleinen Gruppe präsentierter Belege eine andere Schlussfolgerung nahelegen, als sich aus der Gesamtzahl der Belege ergibt. Problematisch ist, dass sich durch die Argumentationsstrategie des Rosinenpickens nahezu alle Argumente „beweisen“ lassen. Allerdings werden viele wissenschaftliche Veröffentlichungen einem Peer-Review unterzogen, so dass eine Vorgehensweise des Rosinenpickens meist auffällt.
Eine weitere, häufig von Politikern angewandte Form des Rosinenpickens besteht darin, sich für die Politikberatung gezielt solche Experten herauszusuchen, die ihnen erzählen, was sie hören möchten, auch wenn diese eine Außenseitermeinung innerhalb der Wissenschaftsgemeinde vertreten. Auch dieses Rosinenpicken von Expertise anstelle von wissenschaftlichen Erkenntnissen stellt einen Missbrauch von Wissenschaft dar.

## Beispiele

### Leugnung des Klimawandels
Farmer und Cook nennen in Bezug auf die Argumentationsstrategien von Leugnern des menschengemachten Klimawandels folgende des Rosinenpickens:
Kurze Zeitabschnitte

Vermeintliche Pause der globalen Erwärmung. Viele Leugner des Klimawandels argumentieren mit einem selektiv ausgewählten Temperaturabschnitt 1998 bis 2012 und behaupten, dass die globale Erwärmung zum Stillstand gekommen ist.

Diese Taktik wird zum Beispiel in Bezug auf die globale Oberflächentemperatur angewandt, die nicht jedes Jahr gleichmäßig steigt, sondern von statistischem Rauschen überlagert wird. Anstelle des langfristigen Trends werden hierbei kurzfristige Zeiträume gewählt, wobei innerhalb des Rauschens gezielt zwei Extremwerte herangezogen werden. Ein klassisches Beispiel ist die selektive Auswahl des Jahres 1998 für die Berechnung von Temperaturtrends. Mit diesem extrem warmen Jahr als Startpunkt der Zeitreihe vermitteln die folgenden Jahre den Anschein eines deutlich geringeren Temperaturanstiegs. Davon ausgehend argumentierten Klimaleugner fälschlicherweise, dass die Erderwärmung seit 1998 zum Stillstand gekommen wäre. Wird hingegen statt 1998 das Jahr 1997 als Ausgangspunkt herangezogen, fällt die ganze Argumentation in sich zusammen.
Isolierte Beispiele
Hierbei werden isolierte Beispiele angeführt und zugleich gezielt Beispiele ignoriert, die zu anderen Resultaten führen würden. Beispielsweise existieren weltweit trotz globalem Gletscherschwund einige wenige Gletscher, die entgegen dem allgemeinen Trend an Masse und Volumen zunehmen. Von manchen Klimaleugnern werden diese Ausnahmen als Beispiel benutzt, um gegen die Existenz der Globalen Erwärmung zu argumentieren, wobei die dokumentierte Vielzahl der abschmelzenden Gletscher ignoriert wird. Ein weiteres Beispiel ist die selektive Wiedergabe der Klimaprojektionen James E. Hansens durch Patrick J. Michaels. Hansen hatte 1988 bei einer Aussage vor dem US-Kongress drei verschiedene Projektionen für die globale Temperaturentwicklung erstellt, die jeweils auf unterschiedlichen Szenarien für den weltweiten Kohlenstoffdioxidausstoß beruhten. 10 Jahre später führte Michaels nur die extremste von Hansens Projektionen an, ignorierte die beiden anderen vollständig und behauptete anschließend, dass sich Hansen um 300 Prozent geirrt hätte.
Spezifische Orte
Eine weitere Strategie von Klimaleugnern ist es, ihre Datenauswahl auf bestimmte Orte zu beschränken und dabei eine breitere Datenbasis zu ignorieren. Dabei wird häufig ein bestimmter Temperaturverlauf eines einzelnen Ortes herangezogen, um wider den Tatsachen zu argumentieren, dass die Mittelalterliche Warmzeit wärmer gewesen sei als die derzeitigen Temperaturen. Bei globaler Betrachtung stellt sich die Sachlage so dar, dass es an manchen Orten zu dieser Zeit wärmer war als heute, an anderen jedoch kälter. Insgesamt gesehen, das heißt unter Einbeziehung des weltweiten Klimas und nicht nur einzelner Orte, war es während der Mittelalterlichen Warmzeit kälter als gegenwärtig.
Isolierte Forschungsarbeiten
Hierbei werden nur die wenigen Forschungsarbeiten zitiert, die die Positionen von Klimaleugnern bestätigen, während viele andere Forschungsarbeiten, die zu gegenteiligen Ergebnissen kommen bzw. die „skeptischen“ Paper widerlegen, ignoriert werden. So wird beispielsweise häufig eine Arbeit von Richard Lindzen als Beleg für eine niedrige Klimasensitivität angeführt, jedoch kaum auf die Vielzahl von Papern verwiesen, die eine höhere Klimasensitivität postulieren. Auch werden jene Arbeiten verschwiegen, die auf methodische Mängel in Lindzens Arbeit hinweisen. Ein anderes Beispiel ist die Kritik am Hockeyschläger-Diagramm, bei der üblicherweise ignoriert wird, dass die Resultate dieser Arbeit mit einer Reihe gleichartiger peer-reviewter Studien in allen wesentlichen Punkten übereinstimmen.
Quote Mining
Beim Quote Mining werden Zitate aus Forschungsarbeiten oder persönlichen Korrespondenzen bewusst aus dem Kontext gerissen, um ein irreführendes Bild zu vermitteln. Ein Beispiel hierfür ist der Hackerzwischenfall am Klimaforschungszentrum der University of East Anglia, der von Klimaleugnern als Climategate gebrandmarkt wurde. Bei diesem Zwischenfall wurden E-Mails von Klimaforschern nach Zitaten durchforstet, die den Eindruck erwecken sollten, dass die daran beteiligten Wissenschaftler in betrügerischer Absicht handelten, während der Gesamtkontext zeigte, dass sie tatsächlich nur technische Details diskutierten. Tatsächlich kamen bis 2013 neun Untersuchungskommissionen unabhängig voneinander zu dem Ergebnis, dass es keinen Hinweis auf Fehlverhalten durch Klimaforscher gebe. Diese Ergebnisse wurden anschließend von Klimaleugnern wieder als weiteres Indiz für eine Verschwörung innerhalb der Klimaforscher umgedeutet.

### Weitere Beispiele
Rosinenpicken wird darüber hinaus u. a. von Evolutionsleugnern angewandt. Unter anderem wird behauptet, dass Fossilien, die sich über mehr als eine geologische Schicht erstrecken, ein Beweis gegen die Evolutionstheorie seien. Jedoch erklärt sich das Vorkommen solcher Fossilien mit der schnellen Ablagerung von Sedimenten um ein Fossil. Auch deuten Evolutionsleugner Zitate von Wissenschaftlern um, die sich darüber streiten, wie genau die Evolution stattfand, und führen sie anschließend als Beweis gegen die Evolution an sich an. Hierbei handelt es sich um sogenannten quote-mining (siehe oben).